# الخشخاش بن جناب التميمي
الخشخاش بن جناب بن الحارث بن مالك العنبري التميمي صحابي وفد إلى النبي ﷺ ومعه أبنائه الثلاثة مالك وعبيد وقيس بني الخشخاش وأسلموا وحسن إسلامهم وكان الخشخاش من أثرياء العرب. ومن أحفاده برز طائفة من أهل العلم فهو جد القاضي عبيد الله بن الحسن العنبري قاضي البصرة زمن الخليفة المهدي ، وجد القاضي معاذ بن معاذ العنبري قاضي البصرة زمن الخليفة هارون الرشيد. قال ابن الأثير: «الخشخاش بن جناب وفد هو وابنه مالك على النبي صل الله عليه وسلم ولهما صحبة، ولابنيه قيس وعبيد صحبة أيضاً، وكان الخشخاش من المؤلفين وكان أحدهم إذا بلغت إبله ألفاً فقأ عينها».
ذكره في الصحابة الإمام البخاري في التاريخ الكبير. وابن منده في معرفة الصحابة. وأبو القاسم البغوي في معجم الصحابة. وابن عبد البر في الاستيعاب في معرفة الأصحاب. وابن حجر العسقلاني في الإصابة في تمييز الصحابة. وابن عساكر في تاريخ دمشق. وابن سعد البغدادي في الطبقات الكبير.

## نسبه وأولاده
هو الخشخاش بن جناب بن الحارث بن خلف بن الحارث بن مجفر بن كعب بن العنبر بن عمرو بن تميم بن مُر العنبري التميمي. قال ابن دريد: «وللخَشخاش عقبٌ بالبصرةِ لهم الأقدار، وقد ولي القضاء منهم جماعة، منهم: مُعاذ بن معاذٍ، وغيرُه من أهل النَّباهة والعِلم». وكان للخشخاش بن جناب العنبري ثلاثة أولاد وهُمَ :
- مالك بن الخشخاش وفد مع أبيه إلى النبي ﷺ وله صحبة.[13][14]
- قيس بن الخشخاش وفد مع أبيه أيضاً وله صحبة، وسكن البصرة.[15][16]
- عبيد بن الخشخاش له صحبة ووفادة أيضاً وكان يسكن بادية البصرة.[17][18]